# 尾上菊五郎 (初代)
初代 尾上菊五郎（しょだい おのえ きくごろう、享保2年〈1717年〉 - 天明3年12月29日〈1784年1月21日〉）とは、江戸時代の歌舞伎役者。屋号音羽屋、俳名梅幸。幼名は竹太郎。

## 来歴
京都都萬太夫座の芝居茶屋の出方音羽屋半平の子。初め若女形の尾上左門の門下となり、尾上竹太郎と名乗る。享保15年（1730年）京都榊山四郎太郎座で尾上菊五郎を名乗り若衆方として初舞台。享保20年（1735年）からは若女形として舞台に立ち評判を取る。
その後寛保元年（1741年）、大坂で二代目市川海老蔵と同座し、翌年の寛保2年には、『鳴神』で海老蔵演じる鳴神上人を相手に雲の絶間姫を演じて大評判を取る。これをきっかけに同年海老蔵と共に江戸に下り、市村座に出て女形として売り出した。その後宝暦2年（1752年）立役に転じる。しかし明和3年（1766年）、江戸堺町で営んでいた油屋からの出火により隣接する中村座と市村座の両座を焼失、これが「菊五郎油見世火事」といわれるほど反発を買い、帰坂せざるを得なくなった。その後は四年を経てふたたび江戸に下り大当りを取り、三都の舞台で活躍し、最後は大坂で没した。
当り役は『仮名手本忠臣蔵』の大星由良助、『ひらかな盛衰記』の延寿・畠山重忠など。子に二代目尾上菊五郎がいる。